# Дзвін священної кузні
«Дзвін священної кузні» («Колокол священной кузни») — радянський художній фільм 1982 року, знятий режисером Марком Ковальовим на кіностудії «Мосфільм».

## Сюжет
Про події в Абхазії (1918—1922), коли радянська влада зміцнювала свої позиції на Кавказі.

## У ролях
- Пшизабі Місостішхов — Нестор Лакоба
- Нодар Бекаурі — Мамія Абесадзе
- Мухарбек Аков — Різа
- Хута Джопуа — священик
- Геннадій Корольков — Костя Панкратов
- В'ячеслав Жолобов — роль другого плану
- Тамара Яндієва — Камачич
- Арчіл Гоміашвілі — генерал
- Юрій Гусєв — Юрій Татарінов
- Кахі Кавсадзе — Закабей Звандо
- Бадрі Какабадзе — роль другого плану
- Нурбей Камкія — Сафар Джанба
- Еве Ківі — Мірель
- Юрій Саг'янц — роль другого плану
- Аміран Таніа — Учардія
- Софія Агумава — роль другого плану
- Валерій Кове — роль другого плану
- Сергій Саканія — роль другого плану
- Віолетта Маан — мати Нестора Лакоби
- Шалва Гіцба — роль другого плану

## Знімальна група
- Режисер — Марк Ковальов
- Сценарист — Шалодія Аджинджал
- Оператор — Володимир Фастенко
- Композитор — Борис Ричков
- Художник — Віталій Гладников